# Lesnice
Lesnice (německy Lessnitz) je obec v okrese Šumperk v Olomouckém kraji. Žije zde 629 obyvatel.

## Název
Písemné doklady ze 14. a 15. století, ojediněle i pozdější, ukazují starší podobu Leznice (v jednotném čísle). Na osadu bylo přeneseno označení cesty (leznice) vedoucí z údolí Moravy, po níž se „lezlo“ vzhůru do kopců k hradu Brníčku. Z pozdějšího neporozumění základu a též vlivem německé výslovnosti bylo jméno upraveno, jako by jeho základem bylo obecné les.

## Historie
První písemná zmínka o obci pochází z roku 1348. K roku 1349 je v zemských deskách zaznamenána podoba názvu Leznycz.

## Obyvatelstvo
| Rok            | 1869 | 1880 | 1890 | 1900 | 1910 | 1921 | 1930 | 1950 | 1961 | 1970 | 1980 | 1991 | 2001 | 2011 | 2021 |
| -------------- | ---- | ---- | ---- | ---- | ---- | ---- | ---- | ---- | ---- | ---- | ---- | ---- | ---- | ---- | ---- |
| Počet obyvatel | 604  | 672  | 757  | 805  | 880  | 815  | 845  | 642  | 636  | 568  | 549  | 528  | 583  | 634  | 615  |
| Počet domů     | 79   | 92   | 101  | 106  | 113  | 114  | 145  | 151  | 150  | 148  | 154  | 181  | 182  | 196  | 201  |

## Obecní správa

### Obecní symboly
Znak a vlajka byly obci uděleny rozhodnutím předsedy Poslanecké sněmovny Parlamentu České republiky dne 13. května 2003.

## Pamětihodnosti

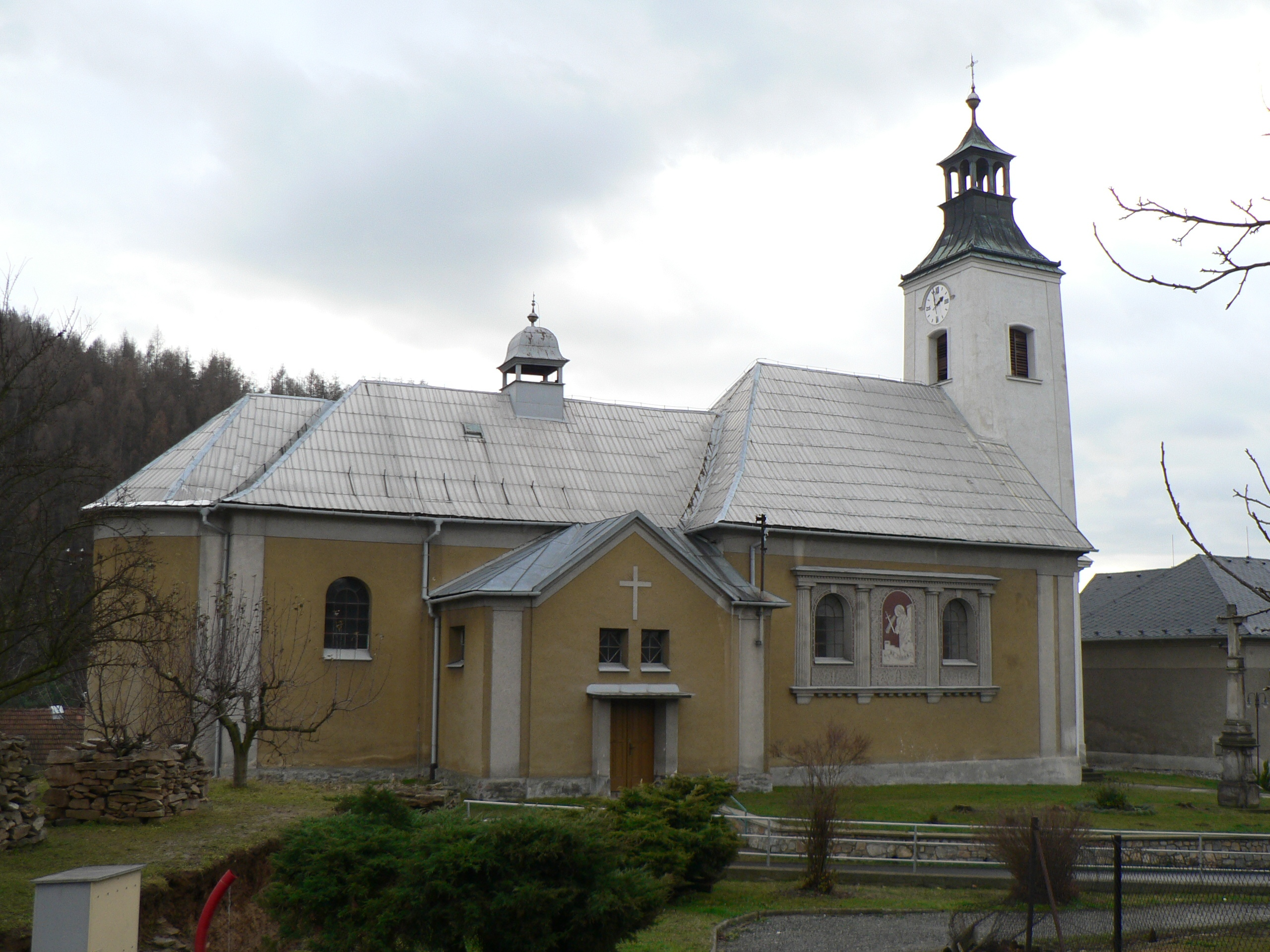
Kostel svatého Jakuba

V katastru obce jsou evidovány tyto kulturní památky:
- rychta (bývalá), čp. 31 – lidová architektura z 1. poloviny 19. století s fasádou bohatě členěnou maltovým štukem,
- chalupnická usedlost čp. 70 – lidová architektura z 1. poloviny 19. století, reprezentující typ chalupnického osídlení obce.

Mimo památek chráněných zákonem:
- kostel svatého Jakuba Většího – v jádru gotická stavba.

## Osobnosti
- Vilém Karger (1856–1943), starosta obce, moravský zemský poslanec
- Lubomír Doležel (1922–2017), lingvista, literární teoretik, narozen v Lesnici